# Ewa Fröling
Pour les articles homonymes, voir Fröling.

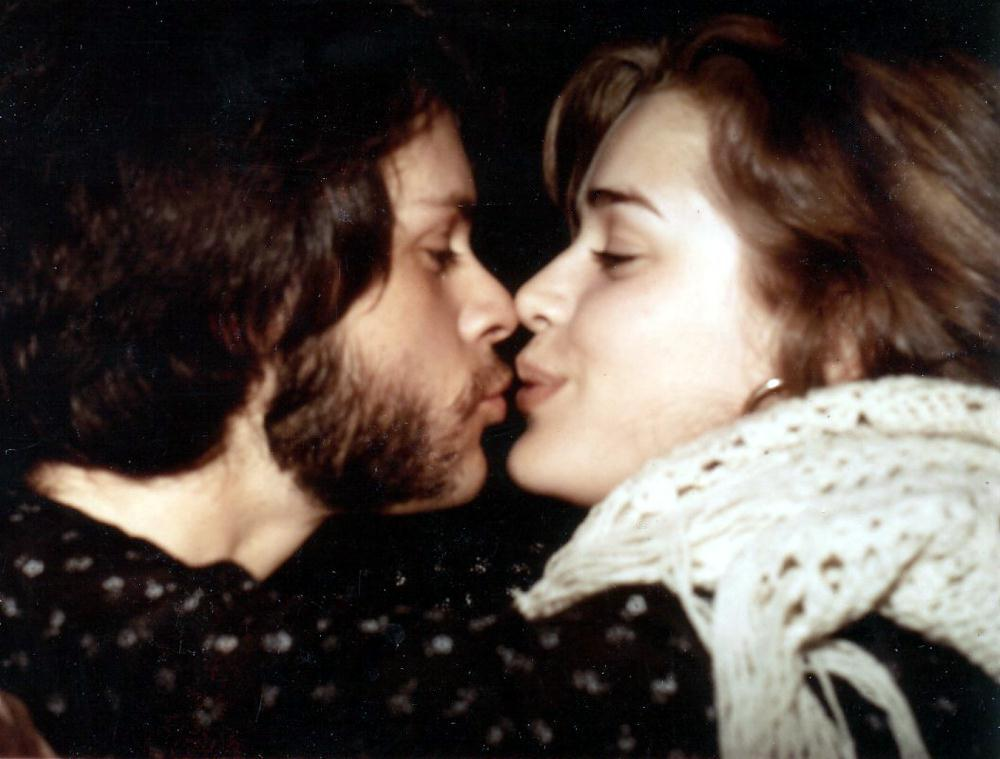
1971 avec Lars Jacob

Ewa Marie Fröling, née le 9 août 1952 à Stockholm, est une actrice suédoise.

## Biographie

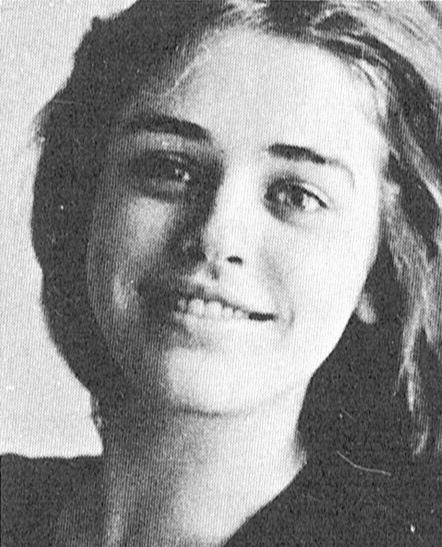
Dans les années 1970

Après des études d'art dramatique à l'Académie du théâtre de Malmö, Ewa Fröling débute en 1977 au Théâtre dramatique royal (Kungliga Dramatiska Teatern en suédois, abrégé Dramaten) de Stockholm, dans deux pièces, dont La Fundación (titre suédois: Stiftelsen) d'Antonio Buero Vallejo, mise en scène par Alf Sjöberg, avec Allan Edwall. Jusqu'en 1988, elle joue au Dramaten dans neuf autres pièces, dont Le Roi Lear de William Shakespeare en 1984, mise en scène par Ingmar Bergman, avec Peter Stormare, Jarl Kulle et Lena Olin. Elle revient au Dramaten en 2005, avec Vera (rôle-titre) de Kristina Lugn. Dans l'intervalle, elle se produit également au Théâtre de la ville de Stockholm (en) (Stockholms stadsteater en suédois).
Au cinéma, à partir de 1976, elle contribue à une trentaine de films (majoritairement suédois, plus des films étrangers ou coproductions), y compris quelques-uns d'animation, où elle prête sa voix. Mentionnons Oxen de Sven Nykvist (1991, avec Stellan Skarsgård, Max von Sydow et Liv Ullmann) et Millénium, coproduction suédo-danoise de Niels Arden Oplev (2009, avec Noomi Rapace et Michael Nyqvist).
Son rôle probablement le plus connu au cinéma reste toutefois celui d’Emelie Ekdahl dans le dernier film d'Ingmar Bergman, Fanny et Alexandre (1982), avec Gunn Wållgren, Allan Edwall et Erland Josephson.
À la télévision, à partir de 1979, elle collabore à des téléfilms, feuilletons et séries, dont Tatort (2006, un épisode) et Millenium (2010, un épisode).

## Théâtre (au Dramaten)
(sélection)
- 1977 : La Fundación (Stiftelsen) d'Antonio Buero Vallejo, mise en scène d'Alf Sjöberg, avec Allan Edwall
- 1979 : Mesure pour mesure (Measure for Measure - titre suédois : Lika för Lika) de William Shakespeare
- 1981 : Sainte Jeanne des Abattoirs (Die Heilige Johanna derr Schlachthöfe - titre suédois : Heliga Johanna från slakthusen) de Bertolt Brecht, mise en scène de Benno Besson
- 1984 : Le Roi Lear (King Lear - titre suédois : Kung Lear) de William Shakespeare, mise en scène d'Ingmar Bergman, avec Peter Stormare, Jarl Kulle, Lena Olin
- 1984 : Ett experiment de Hjalmar Bergman, mise en scène d'Hans Alfredson
- 1988 : Kronbruden d'August Strindberg, mise en scène de Peter Stormare
- 1988 : L'Opéra de quat'sous (Die Dreigroschenoper - titre suédois : Tolvskillingsoperan) de Bertolt Brecht, musique de Kurt Weill
- 2005 : Vera de Kristina Lugn (rôle-titre)

## Filmographie partielle

### Au cinéma
(films suédois, sauf mention contraire ou complémentaire)
- 1977 : Månen är en grön ost de Mai Zetterling
- 1978 : Chez nous de Jan Halldoff (en)
- 1981 : Sally et la Liberté (Sally och friheten) de Gunnel Lindblom
- 1982 : Fanny et Alexandre (Fanny och Alexander) d'Ingmar Bergman
- 1983 : Happy We (Två killar och en tjej) de Lasse Hallström
- 1986 : Le Document de Fanny et Alexandre (Dokument Fanny och Alexander) d'Ingmar Bergman (documentaire sur le tournage du film ; elle-même)
- 1987 : Jim och piraterna Blom d'Hans Alfredson
- 1989 : Fallgropen de Vilgot Sjöman
- 1991 : Oxen de Sven Nykvist
- 1993 : La Dernière Danse (Sista dansen) de Colin Nutley (film suédo-dano-norvégien)
- 1995 : Bert - den siste oskulden de Tomas Alfredson
- 1996 : Letters from the East d'Andrew Grieve (film britanno-estonien)
- 2000 : Gossip de Colin Nutley
- 2001 : Sprängaren de Colin Nutley
- 2003 : Paradiset de Colin Nutley
- 2007 : Just Another Love Story (Kærlighed på film) d'Ole Bornedal
- 2009 : Millénium (Män som hatar kvinnor) de Niels Arden Oplev (film suédo-danois)

### À la télévision
- 1984 : Hur ska det gå för Pettersson ?, feuilleton de Vilgot Sjöman
- 1988 : En far, téléfilm de Bo Widerberg
- 2006 : Tatort, épisode 639 Mann über Bord
- 2010 : Millenium, épisode 2 Les Hommes qui n'aimaient pas les femmes, 2e partie (Del 2 - Män som hatar kvinnor) de Niels Arden Oplev